# Ferschnitz
Ferschnitz è un comune austriaco di 1 718 abitanti nel distretto di Amstetten, in Bassa Austria; ha lo status di comune mercato (Marktgemeinde). È suddiviso in due comuni catastali (Katastralgemeinden): Ferschnitz e Innerochsenbach.